# Південно-Західний мікрорайон (Хмельницький)
Півде́нно-За́хідний мікрорайо́н (Південно-Захід, рос. Юго-Запад) — мікрорайон у південно-західній частині Хмельницького, один з найбільших мікрорайонів міста. Переважає багатоквартирна забудова.

## Історія
Мікрорайон почав розбудовуватися в середині 1960-х років на місці полів приміського радгоспу лікарських рослин, де вирощували переважно опійний мак.

### Речовий ринок
Комплекс речових ринків, або «товкучка». Займає велику територію вздовж Львівського шосе (від його початку), протягнувшись за залізницю до вул. Геологів. Історія «товкучки» бере свій початок ще наприкінці радянської епохи, а саме в 1987 році, коли міськвиконком надав дозвіл «Облспоживспілці» на облаштування першого великого речового ринку на Львівському шосе. В умовах кризових 1990-х ринок відігравав усе більшу роль на противагу магазинній торгівлі, а для тисяч хмельничан, жителів області та інших міст і областей України, Білорусі та Росії він ставав нерідко єдиним порятунком від безробіття.
Протягом наступного десятиліття навколо першого ринку розбудовується цілий ринковий комплекс, який на сьогодні займає площу 18 га і включає 24 самостійних речових ринків. З 1998 року хмельницькі ринки вийшли на перше місце в Україні по ринковому збору, й нині є одними із найбільших на теренах Східної Європи.

## Найбільші підприємства мікрорайону
- Державне підприємство «Новатор».
- Завод «Катіон».
- Хмельницьке міське комунальне підприємство «Електротранс».
- Хмельницький хлібокомбінат.

## Освітні заклади мікрорайону
- Хмельницький національний університет.
- Хмельницький інститут економіки та підприємництва.
- Хмельницький торговельно-економічний коледж Київського національного торговельно-економічного університету.
- Вище професійне училище № 4.
- Державний навчальний заклад «Вище професійне училище № 11 м. Хмельницького».
- Хмельницький професійний ліцей електроніки.
- Спеціалізована загальноосвітня школа № 27 з поглибленим вивченням предметів естетичного циклу.
- Навчально-виховний комплекс № 6.
- Приватна загальноосвітня середня школа І-ІІІ ступенів «Ор Авнер».
- Технологічний багатопрофільний ліцей з загальноосвітніми класами ім. Артема Мазура.
- Хмельницька приватна школа «Гармонія».
- Хмельницька середня загальноосвітня школа № 24.

## Медичні заклади мікрорайону
- Хмельницька міська дитяча лікарня
- Хмельницька міська поліклініка № 4
- Хмельницький міський перинатальний центр
- Хмельницька районна лікарня
- Хмельницька обласна дитяча лікарня
- Хмельницький обласний медичний центр психічного здоров'я
- Хмельницька обласна стоматологічна поліклініка
- Хмельницький обласний центр екстреної медичної допомоги та медицини катастроф
- Медичний центр «Сіліцея»
- Центр відновлення зору Анатолія Совви

## Заклади культури мікрорайону
- Бібліотека-філія № 7
- Бібліотека-філія № 10 ім. Д. М. Брилінського.
- Бібліотека-філія № 11

Будинок молоді «Проскурів»

- Будинок молоді «Проскурів» (перебуває в оренді).

### Стріт-арти мікрорайону
Однією з туристичних цікавинок мікрорайону є стрит арт — один з видів вуличного мистецтва, характерною особливістю якого є яскраво виражений урбаністичний стиль.
- Стріт арт на вулиці Інститутська, 6а, «Поверніть нам наше небо»
- Стріт арт на вулиці Інститутська, 6в

### Аквапарк
У Південно-західному мікрорайоні є також перший у Хмельницькому аквапарк — «7-й океан». Площа складає 25 000 м². Він є одним з найбільших в Західній Україні.[джерело?]

## Культові споруди
- Храм Всіх Святих землі Української[1]

## Персоналії
Нижче наведений перелік видатних людей, що мешкали чи продовжують мешкати у мікрорайоні.
- Белаш Олена Леонідівна — почесний громадянин міста Хмельницького, «Відмінник освіти України», «Заслужений вчитель України».
- Брилінський Дмитро Михайлович — письменник, педагог, краєзнавець, художник, публіцист.
- Мазур Артем Анатолійович — Герой Небесної сотні, Герой України
- Радомський Володимир Антонович — засновник і ректор Хмельницького інституту конструювання та моделювання швейних виробів (ХІКМШВ), кандидат економічних наук, доцент, відмінник освіти України.
- Селізар Василь Михайлович — заслужений працівник освіти України, відмінник освіти України, лауреат медалі ім. Макаренка.
- Скиба Микола Єгорович — доктор технічних наук, професор, ректор Хмельницького національного університету.
- Чекман Михайло Костянтинович — Хмельницький міський голова (1998—2002 рр.), почесний громадянин міста Хмельницького.

## Транспортна інфраструктура мікрорайону
Громадський транспорт в мікрорайоні представлений тролейбусами № 2А, 7, 7А, 11, 11А, 12, 14, 15, 16, 16А, 17, автобусами № 4, 5, 5А, 11, 12, 21, 22, 51, 51А та маршрутними таксі № 1, 15, 17, 18, 20, 23, 25, 25А, 26, 27, 29, 33, 34, 35, 36, 40, 41, 42, 43, 44, 44А, 47, 48, 49, 52, 54, 55.

### Автобусні станції
В межах мікрорайону для зручного сполучення з іншими населеними пунктами розташовується дві автостанції.
- Автостанція № 5

Адреса: Кам'янецька, 124
- Автостанція № 6 «Європа»

Адреса: провулок Геологів, 7/1